# Spirolaxis centrifuga
Spirolaxis centrifuga is een slakkensoort uit de familie van de Architectonicidae. De wetenschappelijke naam van de soort is voor het eerst geldig gepubliceerd in 1890 door Monterosato.